# Rosa Judith Cisneros
Rosa Judith Cisneros Aguilar (1938-18 de agosto de 1981) fue una abogada y escritora salvadoreña. Fue activista por los derechos humanos y la planificación familiar, desarrollando su carrera profesional en estos campos hasta su asesinato en 1981. Fue la lideresa laica de la diócesis de la iglesia episcopaliana de El Salvador.  

## Biografía
Sus padres fueron Rosa del Carmen Aguilar de Cisneros y Octavio Cisneros Ambrogi. En 1971 presentó su tesis doctoral en la Universidad de El Salvador. Fue miembro de la Iglesia Episcopal. Nunca se casó.
Como dirigente laica de la diócesis episcopaliana de El Salvador, fue activista de causas humanitarias como los derechos de las mujeres y derechos de la población indígena. A menudo fue amenazada de muerte cuando ocupaba el cargo de directora del proyecto de planificación familiar bajo los auspicios de la Asociación Demográfica Salvadoreña.
Siendo la Directora legal de CREDHO, un programa episcopaliano diseñado para proporcional asistencia a la población rural pobre a través de siete cooperativas agrícolas de El Salvador, fue asesinada.

## Cargos desempeñados
- Directora ejecutiva de la Asociación Demográfica Salvadoreña (Asociación Demográfica Salvadoreña), una organización privada dedicada a la planificación familiar.[3][4][5]
- Directora legal de CREDHO, un programa episcopal diseñado para ayudar a la población rural pobre a través de cooperativas agrícolas y asistencia legal.[3][5]
- Asesora legal de la Unión Comunitaria Salvadoreña, una organización de campesinos.[2]
- Lideresa laica en la diócesis episcopal de El Salvador.[3]

## El asesinato
En el momento de su muerte, la guerra civil salvadoreña estaba en curso. Los asesinatos fueron frecuentes, incluido el de Monseñor Romero en marzo de 1980. Rodolfo Viera, líder de la Unión Comunitaria Salvadoreña, había sido asesinado en San Salvador el 3 de enero de 1981, junto con dos asesores laborales de los Estados Unidos. Un miembro de la Iglesia Episcopal que había muerto en el conflicto fue el embajador de Sudáfrica, Archibald Dunn, luego de ser capturado por un grupo guerrillero.
En la mañana del 18 de agosto de 1981, Rosa Judith Cisneros estaba saliendo de su casa en un suburbio al norte de San Salvador cuando un coche cargado de hombres la detuvo y la arrastró al automóvil. Según informes, un testigo presencial la vio disparar a corta distancia con una ametralladora. Los hombres no se identificaron, ni ningún grupo se responsabilizó del asesinato.
El obispo episcopal John M. Allin, en Dresde para la reunión del comité central del Consejo Mundial de Iglesias, emitió una declaración en la que señaló que el asesinato "le roba a la nación un líder devoto y talentoso. Su asesinato sin sentido es una tragedia personal para la Iglesia Episcopal en El Salvador. Como abogada, autora y defensora de los derechos de las mujeres y valiente humanitaria, la Dra. Cisneros se ganó el respeto y la confianza de la comunidad pública".

## Obra
- El derecho contractual como instrumento legal para la integración económica en América Central (tesis doctoral) (1971), Facultad de Jurisprudencia y Ciencias Sociales, Universidad de El Salvador.[1]
- Condición Jurídica de la Mujer Salvadoreña (1976), Escuela de Derecho y Diplomacia de Fletcher.[7][8][9][10]
- La salud infantil en un mundo en cambio (La salud del niño en un mundo cambiante) (1978), Asociación Demográfica Salvadoreña.[8][9][11]
- Comunicaciones de planificación familiar y uso de anticonceptivos en Guatemala, El Salvador y Panamá (coautor) (1982), Studies in Family Planning Vol. 13, No. 6/7 (junio-julio de 1982), pp.   190–199, publ. Consejo de Población[4]

## Reconocimientos
Rosa Judith Cisneros recibió el premio John Nevin Sayre de la Episcopal Peace Fellowship póstumamente en 1985.
Su nombre ha sido otorgado a una parroquia episcopal y a la misión Our Little Roses para niñas maltratadas y abandonadas en San Pedro Sula, Honduras.